# Zuzanna Chwadeczko
Zuzanna Chwadeczko (ur. 13 maja 1995 w Lublinie) – polska pływaczka, reprezentująca klub sportowy MTP Lublinianka, a następnie prywatną, amerykańską uczelnię, Drury University w Springfield, Missouri. Specjalizuje się głównie w stylu klasycznym i zmiennym.

## Kariera
Od roku 2011 wielokrotnie stawała na najwyższym stopniu podium Mistrzostw Polski w kategoriach juniorskich. Mistrzyni Polski Seniorów na dystansie 400 m stylem zmiennym. Uczestniczka Mistrzostw Europy Juniorów w Belgradzie.
Reprezentowała Polskę podczas Pucharu Świata w Berlinie, w 2011 roku kończąc na 4 miejscu, na dystansie 400 metrów stylem zmiennym.
W roku 2017, podczas studiów w Stanach Zjednoczonych ustanowiła rekord mistrzostw szkół akademickich drugiej dywizji (NCAA D2) na dystansie sztafetowym, 4 × 50 jardów stylem zmiennym w Birmingham, Alabama.
Rok później, zdobyła mistrzostwo szkół akademickich drugiej dywizji NCAA w Greensboro, South Carolina, na dystansie 100 jardów stylem dowolnym. Podczas tych zawodów ustanowiła również najszybszy czas w historii polskiego pływania na basenie jardowym, na dystansie 200 jardów stylem zmiennym.
Wielokrotna medalistka Mistrzostw Polski.
W 2015 roku została uhonorowana tytułem NCAA Academic All-American przyznawanym za wyróżniające osiągnięcia sportowe i naukowe. Zawodnicy ci są ogólnie uznawani przez media i innych odpowiednich komentatorów za najlepszych zawodników w danym sporcie, w danym sezonie, dla każdej pozycji drużyny.
Jest na liście 100 najlepszych kobiet pod względem uzyskanych punktów FINA na jednym dystansie.